# Табоадела
Табоадела (гал. Taboadela, ісп. Taboadela) — муніципалітет в Іспанії, у складі автономної спільноти Галісія, у провінції Оренсе. Населення — 1697 осіб (2009).
Муніципалітет розташований на відстані близько 400 км на північний захід від Мадрида, 11 км на південь від Оренсе.
Муніципалітет складається з наступних паррокій: О-Месон-де-Кальвос, Сантьяго-да-Рабеда, Соутомайор, Табоадела, Торан, А-Тоуса.

## Демографія
Динаміка населення (INE ):

## Галерея зображень

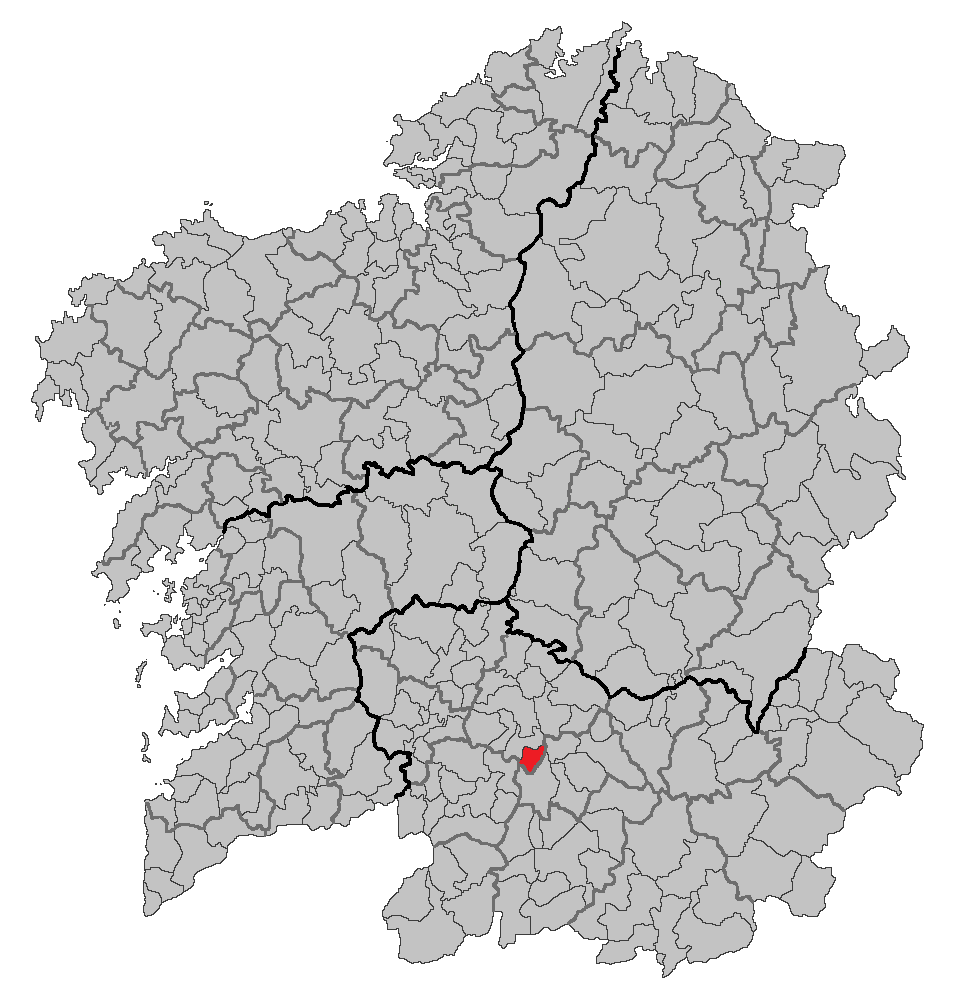
Розташування муніципалітету